# Гайленд (округ Салліван, Нью-Йорк)
Гайленд (англ. Highland) — місто (англ. town) в США, в окрузі Салліван штату Нью-Йорк. Населення — 2196 осіб (2020).

## Демографія
Згідно з переписом 2010 року, у місті мешкало 2530 осіб у 1049 домогосподарствах у складі 663 родин. Було 1766 помешкань
Расовий склад населення:
| - 91,2 % — білих - 3,6 % — чорних або афроамериканців - 0,9 % — азіатів - 1,6 % — осіб інших рас |

До двох чи більше рас належало 2,7 %. Частка іспаномовних становила 5,8 % від усіх жителів.
За віковим діапазоном населення розподілялося таким чином: 18,8 % — особи молодші 18 років, 63,3 % — особи у віці 18—64 років, 17,9 % — особи у віці 65 років та старші. Медіана віку мешканця становила 45,4 року. На 100 осіб жіночої статі у місті припадало 102,4 чоловіків;  на 100 жінок у віці від 18 років та старших — 102,2 чоловіків також старших 18 років.
Середній дохід на одне домашнє господарство  становив 77 399 доларів США (медіана — 50 246), а середній дохід на одну сім'ю — 86 017 доларів (медіана — 58 125). Медіана доходів становила 49 375 доларів для чоловіків та 32 316 доларів для жінок. За межею бідності перебувало 14,3 % осіб, у тому числі 15,0 % дітей у віці до 18 років та 11,4 % осіб у віці 65 років та старших.
Цивільне працевлаштоване населення становило 914 осіб. Основні галузі зайнятості: освіта, охорона здоров'я та соціальна допомога — 29,6 %, будівництво — 10,1 %, роздрібна торгівля — 9,4 %.